# MY SHORT STORIES
『MY SHORT STORIES』（マイ・ショート・ストーリーズ）は、日本のシンガーソングライター・YUIが2008年11月12日にSTUDIOSEVEN Recordingsから発売した1枚目のコンピレーションアルバムである。

## 内容
前作『I LOVED YESTERDAY』から7か月ぶり、初のコンピレーションアルバム。
今作はオリジナルアルバム未収録である全既発シングルのカップリング曲と新録曲を収録したカップリング・ベストとなっている
初回生産限定盤と通常盤の2形態で発売され、初回生産限定盤には特典として「I'll be」「Understand」「Jam」のミュージック・ビデオと、『YUI 3rd Tour 2008 "oui" ～I LOVED YESTERDAY～』のライブ映像、各地で行ったストリートライブの映像を収録したDVDが同梱された。また、両盤共通で初回プレス仕様にはオリジナルステッカーが同梱された。
オリコン週間アルバムチャートで初登場1位を獲得。カップリング集の1位獲得は、Mr.Childrenの『B-SIDE』以来、約1年半ぶりで、女性アーティストとしては、松田聖子が『Touch Me, Seiko』で獲得して以来、約24年8カ月ぶり、史上2組目の獲得となった。
2009年9月2日には、完全限定生産としてBlu-spec CD仕様盤が発売された。

## 収録曲
| 全作詞・作曲: YUI。 |                      |           |            |                        |      |
| #                   | タイトル             | 作詞      | 作曲・編曲 | 編曲                   | 時間 |
| 1.                  | 「I'll be」          | YUI       | YUI        | northa+                | 3:32 |
| 2.                  | 「HELP」             | YUI       | YUI        | YUI                    | 3:30 |
| 3.                  | 「Last Train」       | YUI       | YUI        | Hideyuki DAICHI Suzuki | 4:41 |
| 4.                  | 「Winter Hot Music」 | YUI       | YUI        | northa+                | 3:06 |
| 5.                  | 「Jam」              | YUI       | YUI        | SHIGEZO                | 3:05 |
| 6.                  | 「Skyline」          | YUI       | YUI        | Akihisa Matzura        | 3:49 |
| 7.                  | 「Free Bird」        | YUI       | YUI        | Hideyuki DAICHI Suzuki | 2:55 |
| 8.                  | 「I wanna be…」      | YUI       | YUI        | northa+                | 3:25 |
| 9.                  | 「Oh My God」        | YUI       | YUI        | northa+                | 2:45 |
| 10.                 | 「Cloudy」           | YUI       | YUI        | northa+                | 3:26 |
| 11.                 | 「Driving today」    | YUI       | YUI        | northa+                | 3:08 |
| 12.                 | 「Understand」       | YUI       | YUI        | northa+                | 3:33 |
| 13.                 | 「crossroad」        | YUI       | YUI        | Hideyuki DAICHI Suzuki | 3:54 |
| 14.                 | 「It's happy line」  | YUI       | YUI        | Hideyuki DAICHI Suzuki | 3:19 |
| 15.                 | 「Why me」           | YUI       | YUI        | Hideyuki DAICHI Suzuki | 4:05 |
| 合計時間:           | 合計時間:            | 合計時間: | 52:13      |                        |      |

### 解説
1. I'll be
新録曲。
2. HELP
メジャー4thシングルのカップリング曲。
3. Last Train
メジャー2ndシングルのカップリング曲。
4. Winter Hot Music
メジャー7thシングルのカップリング曲。
5. Jam
メジャー10thシングルのカップリング曲。
6. Skyline
YUI for 雨音薫名義によるメジャー5thシングルのカップリング1曲目。
7. Free Bird
メジャー1stシングルのカップリング1曲目。
8. I wanna be…
メジャー11thシングルのカップリング曲。
9. Oh My God
メジャー12thシングルのカップリング曲。
10. Cloudy
メジャー6thシングルのカップリング曲。
11. Driving today
メジャー8thシングルのカップリング曲。
12. Understand
両A面からなる、メジャー9thシングルの表題2曲目。
13. crossroad
メジャー3rdシングルのカップリング曲。
14. It's happy line
インディーズ1stシングルの表題曲及びYUI for 雨音薫名義によるメジャー5thシングルのカップリング2曲目。
15. Why me
メジャー1stシングルのカップリング2曲目。

## 収録映像曲
1. Opening
2. No way
3. Daydreamer
4. Street live at Sapporo
5. Namidairo
6. Am I wrong?
7. Street live at Sendai
8. Love is all
9. Tomorrow's way
10. Street live at Hiroshima
11. Good-bye days
12. Ending

## 参加ミュージシャン

### CD
- YUI：Vocal & Chorus & Guitar (全曲)、Kuchibue (#9)

Support Musician
- 鈴木Daichi秀行[注 1]：Guitar & Programming (#1,3,4,7〜15)、Bass (#1,3,4,5,7〜11,13〜15)
- SHIGEZO：Guitar (#5)、Programming (#2,5)
- 松浦晃久：Guitar & Hammond Organ & Programming (#6)
- 溝下創：Guitar (#2)
- オダクラユウ：Guitar (#5)
- 今剛：Guitar (#6)
- Backy：Bass (#2)
- 美久月千晴：Bass (#6)
- 佐治宣英：Drums (#5,8,10)
- そうる透：Drums (#7,14)
- 菅野綱義：Drums (#2)
- アーミン・タケシ・リンツビヒラ：Drums (#6)
- 三沢またろう：Percussion (#6)
- 四家卯大ストリングス：Strings (#12)

### DVD
- YUI：Vocal & Guitar

Support Member
- 梶原健生：Guitar
- 岩井英吉：Bass
- 牟田昌広：Drums
- 山本哲也：Manipulator

## タイアップ
- ソニー『ウォークマン「Play You.」』キャンペーンテーマソング (#1)
- 松竹配給映画『タイヨウのうた』挿入歌 (#6,14)
- ビターズ・エンド配給映画『サイドカーに犬』主題歌 (#12)